# Lacolaconi
Lacolaconi (auch: Lako Lakoni) ist eine Ortschaft im Departamento Cochabamba im südamerikanischen Andenstaat Bolivien.

## Lage im Nahraum
Lacolaconi ist eine Ortschaft des Kanton Challa im Municipio Tapacarí in der Provinz Tapacarí. Es liegt auf einer Höhe von 4447 m auf einem Bergrücken östlich des Río Mujlli, eines Zuflusses zum Río Tacopaya, einem der Quellflüsse des bolivianischen Río Grande. Zwei Kilometer südöstlich von Lacolaconi erreicht die Nationalstraße Ruta 4 bei La Cumbre ihren Scheitelpunkt mit 4496 m.

## Geographie
Lacolaconi liegt westlich des bolivianischen Altiplano in den östlichen Ausläufern der Serranía de Sicasica. Das Klima ist ein typisches Tageszeitenklima, bei dem die täglichen Temperaturschwankungen höher ausfallen als die jahreszeitlichen Schwankungen.
Die mittlere Durchschnittstemperatur der Region liegt bei etwa 6 °C (siehe Klimadiagramm Japo) und schwankt nur unwesentlich zwischen 2 °C im Juni und Juli und gut 8 °C im November und Dezember. Der Jahresniederschlag beträgt etwa 650 mm, bei einer ausgeprägten Trockenzeit von Mai bis August mit Monatsniederschlägen unter 10 mm, und einer Feuchtezeit von Dezember bis Februar mit bis zu 155 mm Monatsniederschlag.

## Verkehrsnetz
Lacolaconi liegt in einer Entfernung von 133 Straßenkilometern südwestlich von Cochabamba, der Hauptstadt des Departamentos.
Von Cochabamba aus führt in westlicher Richtung die asphaltierte Nationalstraße Ruta 4 über die Städte Quillacollo und Parotani in das karge Bergland der Serranía de Sicasica und weiter über Challa Grande und Tallija Confital nach Lacolaconi. Weiter nach Westen verläuft die Straße über Lequepalca nach Caracollo, wo sie auf die Ruta 1 stößt, die den Altiplano von Norden nach Süden durchquert und Verbindungen nach La Paz, Oruro und Potosí herstellt.

## Bevölkerung
Die Einwohnerzahl der Ortschaft ist im vergangenen Jahrzehnt nahezu unverändert geblieben:
| Jahr | Einwohner         | Quelle       |
| ---- | ----------------- | ------------ |
| 1992 | keine Detaildaten | Volkszählung |
| 2001 | 392               | Volkszählung |
| 2010 | 382               | Volkszählung |
| 2024 |                   | Volkszählung |

Die Region weist einen hohen Anteil an Quechua-Bevölkerung auf, in dem Municipio Tapacarí sprechen 75,5 Prozent der Bevölkerung die Quechua-Sprache.